# Walter Zoller (Architekt)
Walter Zoller (* 2. Juni 1900 in Stuttgart; † nach 1959) war ein deutscher Architekt und Baubeamter. Er lebte und arbeitete von den 1930er Jahren bis in die 1950er Jahre in Stuttgart und trug den Titel eines Oberbaurats.

## Leben
Walter Zoller war der Sohn des Stuttgarter Kaufmanns Adolf Zoller. Nach der Schule und einem fünfmonatigen Militärdienst (1. Juli 1918 – 1. Januar 1919) studierte er an der Technischen Hochschule Stuttgart, wo er auch die Diplom-Hauptprüfung ablegte. Im Anschluss daran arbeitete er vom März 1922 bis zum Mai 1925 im Architekturbüro von Paul Bonatz und Friedrich Eugen Scholer. Daran schloss sich eine längere Studienreise an, die ihn nach Italien (Florenz und Rom) führte. Im Frühjahr 1926 legte er das 2. Staatsexamen zum Regierungsbaumeister (Assessor in der öffentlichen Bauverwaltung) ab. Nach einer zweimonatigen Arbeit bei der Städtischen Hochbauverwaltung in Magdeburg war er ab dem 1. März 1927 in der Städtischen Hochbauverwaltung in Breslau in leitender Position tätig. 1928 promovierte er zum Dr.-Ing. mit der Dissertation: Württembergische Kapellen unter besonderer Berücksichtigung derjenigen des 17. und 18. Jahrhunderts in den Oberämtern Münsingen, Ehingen und Riedlingen. Eingereicht wurde die Arbeit am 13. Juli 1928, Erstgutachter war Ernst Robert Fiechter, Zweitgutachter war Karl Schmoll von Eisenwerth.
1935 wurde im Zuge des Architekturwettbewerbs für das Friedrich-Theater in Dessau unter 253 eingereichten Entwürfen eine Arbeit von Zoller angekauft. In den Jahren 1936 bis 1938 wurde die Württemberger'sche Hütte in Oberau bei Hirschegg im Kleinen Walsertal nach Plänen Zollers errichtet.
In der Nachkriegszeit war Zoller vor allem beim Bau bzw. Wiederaufbau von Kirchen tätig: Schon 1945 wurde die Kirche St. Marien in Frankenhardt-Oberspeltach gebaut, 1953/1954 erfolgte der Teilneubau der Johanneskirche in Stuttgart-Stammheim, 1954 wurde die Wallmerkirche in Untertürkheim eingeweiht, 1958 die Christuskirche in Stuttgart-Hofen gebaut, 1959 die romanische Friedhofskirche oder Alte Kirche in Hedelfingen wiederhergestellt.
Roland Biser erklärte für die Gotteshäuser von Schwäbisch Hall pauschal: „Die kriegszerstörten Kirchen hat der Stuttgarter Baurat Dr. Walter Zoller wieder aufgebaut.“